# 미스쓰리랑
《미스쓰리랑》은 대한민국의 종합편성채널인 TV조선에서 방송한 예능 프로그램이다.

## 방송 시간
| 방송 채널 | 방송 기간                         | 방송 시간                                   | 비고 |
| --------- | --------------------------------- | ------------------------------------------- | ---- |
| TV CHOSUN | 2024년 4월 25일 ~ 2024년 10월 3일 | 매주 목요일 밤 10시 ~ 금요일 새벽 12시 30분 |      |
| TV CHOSUN | 2024년 10월 9일 ~ 2025년4월2일    | 매주 수요일 밤 10시 ~ 목요일 새벽 12시 30분 |      |

## 출연진

### 고정 진행자
- 붐

### 고정
- 염유리

### 미스트롯 3 Top7
- 정서주
- 배아현
- 오유진
- 미스김
- 나영
- 김소연
- 정슬

### 쓰리랑 가족
- 진혜언
- 수빙수
- 윤서령
- 채수현
- 한여름

## 게스트
- 김연자, 복지은, 김연우, 천가연, 진성, 풍금 (1회)
- 현영, 알고보니 혼수상태, 진해성, 박서진, 박지현, 최수호 (2회)
- 안성훈, 강예슬, 홍지윤, 진욱, 진해성, 홍자 (3회)
- 유일남[2] , 주사순[3] , 김현선[4], 김장민[5], 김정심[6],  배정일[7], 김현정[8] (4회)
- 샘 해밍턴, 안지환, 신인선 (5회)
- 문희경, 은가은, 서지석 (6회)
- 재하,  한혜진, 김수희, 후지타 사유리 (7회)
- 추혁진, 송대관, 태진아, 설하윤 (8회)
- 홍서범, 조갑경, 김소현, 손준호, 홍윤화, 김민기 (9회)
- 양지은, 현숙, 원기준 (10회)
- 신기루, 노지훈, 임하룡, 선우용여 (11회)
- 김동완, 가희, 정훈희 (12회)
- 이현우, 김정민, 김현철 (13회)
- 오만석, 이지훈, 카이 (14회)
- 박군, 박완규, 황민호 (15회)
- 윤복희 (16회)
- 김용임, 김혜연, 풍금, 박건우 (17회)
- 정수라, 김범룡,  이상우 (18회)
- 박영규, 서지오, 소유미 (19회)
- 박구윤, 조항조, 조혜련 (20회)
- 은가은, 표창원, 권일용 (21회)
- 홍진영, 배기성, 허경환 (22회)
- 김완선, 치타, 김의영 (23회)
- 혜은이, 김승미[9], 정다경 (25회)
- 이경실, 임예진, 김효진 (26회)
- 장광, 전성애, 서정희, 서동주[10] (27회)
- 김연자, 김태연, 홍지윤, 황민우, 황민호  (28회)
- 주현미, 양지은, 천가연, 소유미 (29회)
- 진성, 홍자, 박군, 설하윤, 카피추, 이수연  (30회)
- 김태연, 현진영, 박상민, 홍경민, 이기찬 (31회)
- 안성훈, 박지현, 나상도, 진욱, 박성온,  성민 (32회)
- 이무송, 류지광,  김요한, 박건우 (33회)
- 조항조, 정준호, 김장훈, 윤희정 (34회)
- 이경규, 박상철, 이윤석, 남창희 (35회)
- 김용임, 박선주, 우연이, 채연, 풍금  (36회)
- 박영규, 김희재, 황윤성, 송실장 (37회)
- 김현선[11], 배정일[12], 유일남[13], 김영식[14], 김현정[15], 주사순[16], 정은찬[17], 염보람[18] (38회)
- 윤수일, 임주리, 간미연, 김용필, 한가빈 (39회)
- 송가인, 정미애, 정다경, 김희진 (40회)
- 강진, 정대세, 모태범, 신수지 (41회)
- 조영수, 김용준, 홍진영, 마이트로 (42회)
- 이용식, 원혁, 서지오, 요요미, 성민 (43회)
- 임채무, 이봉주, 윤태화, 윤서령 (44회)
- 김영옥, 김성환, 요요미, 박성온 (45회)
- 박광현, 김경욱, 황민호, 이수연 (46회)
- 김연자, 김태연, 진성, 양지은 (47회)

## 편성 변경 및 결방 사유
2024년
- 6월 6일 : 미스 쓰리랑 특별판 편성으로 인한 결방.[19]
- 12월 4일 : 뉴스특보로 인한 결방.

2025년
- 1월 1일 : 제주항공 2216편 활주로 이탈 사고로 인한 국가애도기간으로 결방.

## 여담
- 뽕숭아학당 이후로 붐이 단독으로 진행하게 되었다.

- 종전 TV조선 오디션 스핀오프 프로그램의 전통답게 미스트롯3 출신들은 물론이고 자사 오디션 출신들이 꾸준히 게스트로 출연할 것으로 보인다.

- 노래방 기계의 점수 성향은 첫회에서 87점, 89점이 많이 나온 것을 보면 화밤보다 매운맛으로 보인다.

- 시청자들은 공식 홈페이지에서 노래 신청을 할 수 있는데, 이것을 '지역별 응원 투표'라고 부른다. 지역 점수는 지역별 응원 투표수에 비례하여 정해졌다고 한다.

- 지역 구분을 할 때 광역시는 인근 도에 합쳐놓았다. (예: 부산 → 경남)다만 울릉도/독도는 경상북도와 구분된 별도 지역으로 되어 있다. 정리하면 아래와 같다.
  - 서울: 서울특별시
  - 경기: 경기도 + 인천광역시
  - 강원: 강원특별자치도
  - 충북: 충청북도
  - 충남: 충청남도 + 대전광역시 + 세종특별자치시
  - 전북: 전북특별자치도
  - 전남: 전라남도 + 광주광역시
  - 경북: 경상북도 (울릉군 제외)
  - 경남: 경상남도 + 부산광역시 + 울산광역시
  - 제주: 제주특별자치도
  - 울릉도/독도: 울릉군 전역

- 진 팀은 적신호, 선 팀은 황신호, 미 팀은 청신호의 신호등 색깔이다.

- 의외로 남자 출연자들만으로 이루어진 대결이 단 한번도 없었다. 3인 대결이었던 시절에도 적어도 1명은 여자 출연자였으며, 미스쓰리랑이 TOP7 vs 게스트 구도로 재편된 이후에는 당연하지만 TOP7팀이 모두 여자이므로 TOP7이 서로 나눠서 팀을 새로 만들지 않는 한 남자 출연자간의 대결은 보기 힘들 것으로 보인다.

- 전작인 화요일은 밤이 좋아와 마찬가지로 '티조 유니버스' 구현이 어렵지 않은데, 고정 출연진으로 미스3, 미스터1, 미스터2 출신들이 있어서 미스1/미스2/국민가수 출신을 섭외하게 된다면 TV조선의 6개 오디션 출신이 모두 모이게 된다. 그러나 국민가수 출신이 미스쓰리랑에 섭외된 회차가 없어 실제로 구현된 적은 없었다. 다만 국민가수를 제외한 5개 트로트 오디션 출신이 모두 모인 적은 있었는데, 미스1 출신 홍자, 강예슬과 미스2 출신 홍지윤, 미스터1 및 미스터2 출신 안성훈이 출연한 3회와, 미스1 및 미스2 출신 김의영이 출연한 23회가 해당된다.

- 녹화는 파주 스튜디오에서 진행되고있는데 교통편이 좋지 않아 여자 트로트 마이너 갤러리에서는 불평불만이 제기되고있다.[20]